# Pierre-Joseph de Castellane
Pierre-Joseph de Castellane (* 1661 im Bistum Senez; † 21. März 1739 in Fréjus) war ein französischer römisch-katholischer Geistlicher, Abt und Bischof.

## Leben und Karriere

### Herkunft und Priesterlaufbahn
Pierre-Joseph (auch: Joseph-Pierre) de Castellane-Norante entstammte der provenzalischen Adelsfamilie Castellane, die im 17. und 18. Jahrhundert insgesamt 9 Bischöfe stellte. Man weiß, dass er 1661 im Bistum Senez geboren war, zu dem die Orte Castellane und Norante gehörten; Geburtsort und -tag sind nicht bekannt. Nach Theologiestudium in Paris wurde er 1698 zum Priester geweiht. Als Generalvikar des Erzbistums Aix wurde er 1715 zum Bischof von Fréjus ernannt. Gleichzeitig wurde er als Kommendatarabt der Benediktinerabtei Saint-Basle in Verzy bei Reims eingesetzt.

### Bischof von Fréjus
Bischof Castellane erlebte 1720 in seinem Bistum (nicht aber in Fréjus selbst) eine Pestepidemie. Er verwandte einen erheblichen Teil seiner Energie auf die Bekämpfung des Jansenismus, der 1713 (auf Drängen Ludwigs XIV.) von Papst Clemens XI. in der Bulle Unigenitus verurteilt worden war. Es ging letztlich um die Frage, ob der christliche Gott mehr ein strafender (so die Jansenisten) oder ein liebender (so die Jesuiten) Gott ist. Den jansenistischen Oratorianern von Cotignac verbot er, die Beichte abzunehmen. 1724 musste er im Zisterzienserinnenkloster Saint-Bernard in Hyères einen Streit zwischen der Äbtissin und den Nonnen schlichten. 1727 gehörte er in Embrun einem Bischofskollegium an, das den jansenistischen Bischof Jean Soanen von Senez  absetzte und in ein Kloster verbannte. Castellane, der sich im Bistum den Ruf eines humanen Seelenhirten erworben hatte, starb 1739 im Alter von 77 oder 78 Jahren.

### Wahlspruch
Castellanes bischöflicher Wahlspruch war der seines Adelshauses: May d’hounour que d’hounours (Über den Ehrungen steht die Ehre).